# Luis Guilherme
Luis Guilherme Lira dos Santos (Aracaju, 9 februari 2006) is een Braziliaans voetballer die doorgaans speelt als vleugelspeler. In juli 2024 verruilde hij Palmeiras voor West Ham United.

## Clubcarrière
Guilherme speelde bij diverse voetbalscholen, tot hij in 2017 opgenomen werd in de jeugdopleiding van Palmeiras. Hier tekende hij in de zomer van 2022 zijn eerste professionele contract. Zijn debuut volgde een jaar later, op 12 april 2023. Op die dag werd in de strijd om de Copa do Brasil gespeeld tegen Tombense. Palmeiras won het duel met 4–2 en de vleugelaanvaller mocht in de zesenzeventigste minuut invallen. In november 2023 werd de verbintenis van Guilherme opengebroken en verlengd tot eind 2026. Op 25 april 2024 maakte hij zijn eerste doelpunt als profvoetballer. Op die dag werd in de CONMEBOL Libertadores gespeeld tegen Independiente del Valle. Na een achterstand door doelpunten van Kendry Páez en Michael Hoyos maakten Endrick en Lázaro gelijk, waarna Guilherme in de blessuretijd van de tweede helft voor een zege zorgde: 2–3.
In de zomer van 2024 vertrok Guilherme bij Palmeiras; voor een bedrag van circa drieëntwintig miljoen euro verkaste de vleugelaanvaller naar West Ham United, waar hij zijn handtekening zette onder een verbintenis voor de duur van vijf seizoenen.

## Clubstatistieken
| Seizoen | Club            | Competitie     | Competitie | Competitie | Beker | Beker | Internationaal | Internationaal | Totaal | Totaal |
| Seizoen | Club            | Competitie     | Wed.       | Dlp.       | Wed.  | Dlp.  | Wed.           | Dlp.           | Wed.   | Dlp.   |
| ------- | --------------- | -------------- | ---------- | ---------- | ----- | ----- | -------------- | -------------- | ------ | ------ |
| 2023    | Palmeiras       | Série A        | 19         | 0          | 5     | 0     | 3              | 0              | 27     | 0      |
| 2024    | Palmeiras       | Série A        | 11         | 0          | 2     | 0     | 5              | 1              | 18     | 1      |
| 2024/25 | West Ham United | Premier League | 6          | 0          | 1     | 0     | —              | —              | 7      | 0      |
| Totaal  | Totaal          | Totaal         | 36         | 0          | 8     | 0     | 8              | 1              | 52     | 1      |

Bijgewerkt op 6 februari 2025.

## Erelijst
| Série A             | 1 | 2023 |
| Campeonato Paulista | 1 | 2024 |